# Atentado de Danghara de 2018
El atentado de Danghara fue un atropello masivo ocurrido el domingo 29 de julio de 2018 contra un grupo de ciclistas extranjeros en una carretera de ese distrito en Tayikistán. Después del atropello, varios hombres armados atacaron a los ciclistas con armas blancas. En total, 4 personas fallecieron y otras 2 resultaron heridas.

## Atentado
La tarde del domingo 29 de julio de 2018, varios hombres a bordo de un automóvil embistieron a un grupo de 7 ciclistas extranjeros en la carretera Danghara-Dusambé, en el distrito de Danghara, en Tayikistán. Después del atropello, los hombres se bajaron armados e hirieron con cuchillo a al menos 1 persona para después huir. 4 ciclistas murieron (2 estadounidenses, 1 suizo y 1 holandés) y otros 2 resultaron heridos como resultado del ataque. El séptimo ciclista (de nacionalidad francesa) logró salir ileso debido a que se atrasó durante el ciclismo.

## Víctimas
Cuatro personas fueron confirmadas muertas por las autoridades y Ministro del Interior (Ramazon Hamro Rahimzoda) tayikos. Dos de ellos eran estadounidenses, un suizo y un holandés. Además, 2 personas resultaron heridas, de las cuales, una mujer suiza y otra de origen holandés. Todos los afectados en el atentado fueron identificados: Eran tres parejas de amigos viajeros experimentados, que llevaban cuenta de su aventura a través de sus blogs y páginas en redes sociales. Austin y Geoghegan habían recorrido Estados Unidos, Sudáfrica y Europa antes de adentrarse en Asia Central; Renée Wokke, un psicólogo, y Kim Postma, administradora en un hospital, habían salido de Tailandia en febrero y se dirigían a Teherán antes de regresar a los Países Bajos, los suizos Marcus Hummel y Claire Diemmand habían decidido hacer la Ruta de la Seda en bici.
| Nacionalidad   | Nombre               | Edad    | Estado     |
| -------------- | -------------------- | ------- | ---------- |
| Estados Unidos | Jay Austin           | 29 años | Fallecidos |
| Estados Unidos | Lauren Geoghegan     | 29 años | Fallecidos |
| Países Bajos   | René Wokke           | 56 años | Fallecido  |
| Países Bajos   | Kim Postma           | 58 años | Herida     |
| Suiza          | Markus Hummel        | 62 años | Fallecido  |
| Suiza          | Marie-Claire Diemand | 59 años | Herida     |

## Investigaciones

### Del atentado
Al domingo 29 de julio, el incidente se trataba como un accidente de tráfico; pero conforme avanzaba el peritaje de lo sucedido, surgió la hipótesis de que se trataba de un "ataque intencionado".
En un vídeo difundido, se observaba al automóvil con el que se cometió ataque dar un giro en U atropellando a los ciclistas para después volver y atropellarlos nuevamente. Las autoridades dijeron que los atacantes habían bajado del coche para apuñalar a una persona y después huir. También informaron que los terroristas portaban cuchillos y armas de fuego (aunque ninguna de las víctimas tenía heridas por arma de fuego).
La hipótesis de ataque terrorista fue confirmada por la policía en un comunicado de Tayikistán enviado al gobierno de los Países Bajos.

### Responsables
La policía informó el lunes 30 de julio, que 4 presuntos responsables del ataque habían sido abatidos y un quinto había sido arrestado en una operación lanzada para la búsqueda de los atacantes. Entre los abatidos se encontraba el terrorista (tayiko de 21 años) que era propietario del vehículo con el que se cometió el atentado.
El Estado Islámico se adjudicó el ataque diciendo que lo había cometido "soldados del califato" y que estaba dirigido a "personas de países miembro de la coalición internacional". Además, el grupo terrorista difundió un vídeo en el que se apreciaba a los 5 terroristas abatidos por la policía jurando lealtad al ISIS.
El martes 31 de julio, el ministro del Interior de Tayikistán, Ramazon Hamro Rahimzoda, responsabilizó al Partido del Renacimiento Islámico de Tayikistán (PRIT; prohibido y considerado como organización terrorista islamista por Tayikistán) de cometer el atentado. Además, el Ministerio del Interior dijo, en un comunicado ese mismo día, que los atacantes estaban dirigidos por un "miembro activo" del PRIT, citando la confesión de un sospechoso detenido. El ministerio identificó al presunto líder como Hussein Abdusamadov, de 33 años, y dijo que "se entrenó en Irán". Dijo que los atacantes planeaban huir a Afganistán después de cometer el ataque. Sin abargo, tanto el gobierno de Irán como el Partido del Renacimiento Islámico de Tayikistán rechazaron las acusaciones de sus implicaciones en el atentado; lo condenaron y enviaron sus condolencias.

## Reacciones
La embajada de Estados Unidos dijo que no podía nombrar a las dos víctimas estadounidenses debido a problemas de privacidad, pero indicó que también consideró el incidente como un ataque intencionado.

Condenamos enérgicamente la crueldad de los atacantes y reconocemos que de ninguna manera representan la amabilidad y la hospitalidad del pueblo tayiko.
Parte del comunicado de la embajada estadounidense en Tayikistán.

El Ministerio de Asuntos Exteriores de Suiza confirmó la muerte de un ciudadano suizo y dijo que estaba en contacto con la segunda turista, que resultó herida. "Si se establece que se trató de un ataque terrorista, se tomará nota en futuros consejos de viaje para Tayikistán", dijo el ministerio en un comunicado. Días después del atentado, el Ministerio Público de Suiza abrió un procedimiento penal contra los perpetradores del ataque terrorista. El procedimiento se centra en los delitos de homicidio, daños corporales graves, participación o apoyo a una organización terrorista y en la violación de la ley que prohíbe los grupos terroristas Al Qaeda y Estado Islámico y sus organizaciones afines.
La Oficina de Relaciones Exteriores de Gran Bretaña instó a los turistas británicos en Tayikistán, especialmente a los que caminan o andan en bicicleta por el sur (próximo al vecino Afganistán), a "ejercer extrema precaución y vigilancia durante su visita", citando "el primer incidente de este tipo en Tayikistán".
El presidente de Tayikistán, Emomali Rahmon envió telegramas expresando sus condolencias al presidente de los Estados Unidos, Donald Trump, al rey Guillermo Alejandro de los Países Bajos y al presidente suizo Alain Berset. Además, el Ministerio del Interior creó una comisión policial especializada en la protección de turistas.